# Pseudonchus decempapillatus
Pseudonchus decempapillatus is een rondwormensoort uit de familie van de Desmodoridae. De wetenschappelijke naam van de soort is voor het eerst geldig gepubliceerd in 1974 door Ward.